# Chedosbios
Chedosbios, właśc. Tyberiusz Juliusz Chedosbios lub Chedosbius (gr.:,  Τιβέριος Ἰούλιος Χηδοσβιος,  Tibérios Ioúlios Chēdosbios) (zm. 286) – król Bosporu w latach 267-272 i od 279 do swej śmierci.
Chedosbios był prawdopodobnie drugim synem Tyberiusza Juliusza Reskuporisa IV Filokajsara Filoromajosa Eusebesa, króla Bosporu. Mógł urodzić się ojcu zapewne z jego pierwszej żony lub konkubiny. Otrzymał imię być może po przodkach matki. Miał zapewne czterech braci byłych i przyszłych królów Bosporu. Informacje o Chedosbiuszu mamy głównie ze źródeł numizmatycznych. W 267 r. prawdopodobnie w wyniku spisku doszło do usunięcia z tronu Reskuporisa IV, a do objęcia władzy przez Chedosbiusza w królestwie bosporańskim. W 272 r. utracił władzę na rzecz ojca, który po raz czwarty i ostatni objął tron. W 279 r. Chedosbius ponownie objął tron, tym razem po śmierci Tyberiusza Juliusza Teiranesa, zapewne swego młodszego brata. Możliwe, że panował w Bosporze do swej śmierci w 286 r., kiedy to władzę objął Tiberiusz Juliusz Totorses, prawdopodobnie kolejny jego młodszy brat.